# Polypodium monosorum
Polypodium monosorum är en stensöteväxtart som beskrevs av Nicaise Augustin Desvaux. Polypodium monosorum ingår i släktet Polypodium och familjen Polypodiaceae. Inga underarter finns listade.